# Ирена Славинска
Ирена Зо̀фия Славѝнска (на полски: Irena Zofia Sławińska) е полска литературна историчка и теоретичка, преводачка от френски език, професор, преподавателка в Торунския и Люблинския католически университет, води лекции като гост-професор в редица университети в Западна Европа и Северна Америка, действителен член на Полската академия на науките, носителка на Кавалерски кръст на Ордена на Възраждане на Полша.

## Трудове
- Tragedia w epoce Młodej Polski (1948)
- Pięć studiów o Norwidzie (1949) – съавтор
- O komediach Norwida (1953)
- Sceniczny gest poety (1960)
- Reżyserska ręka Norwida (1971)
- Współczesna refleksja o teatrze (1979)
- Le theatre dans pensee contemporaine. Anthropologie et theatre (1985)
- Odczytywanie dramatu (1988)
- Teatr w myśli współczesnej: ku antropologii teatru (1990)